# بنی (کمون)
بنی (به فرانسوی: Bény) یک کمون در کشور فرانسه است که در Canton of Coligny واقع شده‌است.

## خصوصیات
بنی ۱۸٫۲۵ کیلومترمربع مساحت و ۷۴۲ نفر جمعیت دارد و ۲۲۸ متر بالاتر از سطح دریا واقع شده‌است.